# Circonscription de Wallis-et-Futuna
La circonscription de Wallis-et-Futuna est l'unique circonscription législative française que compte la collectivité d'outre-mer française de Wallis-et-Futuna (986), archipel se trouvant entre la Nouvelle-Calédonie et Tahiti dans l'hémisphère sud de l'océan Pacifique (chef-lieu : Mata Utu).

## Description géographique et démographique
La circonscription de Wallis-et-Futuna est créée à la suite de la transformation du protectorat de Wallis-et-Futuna en territoire d'outre-mer (devenu collectivité d'outre-mer en 2003) le 29 juillet 1961. Les îles Wallis et Futuna ont dès lors un député et un sénateur pour les représenter au niveau national.
La circonscription de Wallis-et-Futuna est délimitée par le découpage électoral de la loi no 85-691 du 10 juillet 1985, elle regroupe les divisions administratives suivantes : 
- circonscription territoriale de Alo (code  98611),
- circonscription territoriale de Sigave (code  98612),
- circonscription territoriale de Uvea (code  98613).

Chacune de ces circonscriptions territoriales correspond à un royaume coutumier, et se répartissent sur les îles principales de Wallis (abritant la préfecture à Mata Utu), Alofi, et Futuna.
D'après le recensement général de la population en 2002, réalisé par l'Institut National de la Statistique et des Études Économiques (INSEE), la population totale de cette circonscription est estimée à 14 967 habitants,.
Cette circonscription est depuis sa création la deuxième moins peuplée de France derrière celle de Saint-Pierre-et-Miquelon (6 034 habitants en 2014). Jusqu'en 2012, elle précédait la deuxième circonscription de la Lozère, supprimée par le découpage électoral de 2010 ; depuis elle précède la circonscription de Saint-Barthélemy et Saint-Martin (44 534 habitants en 2014).

## Historique des députations
| Législature | Début de mandat | Fin de mandat  | Député                              | Parti politique | Observations |
| ----------- | --------------- | -------------- | ----------------------------------- | --------------- | --- |
| Ire         | 25 mars 1962    | 9 octobre 1962 | Hervé Loste                         | CNIP            | Siège attribué le 25 mars 1962. Mandat écourté à la suite d'une dissolution parlementaire décidée par Charles de Gaulle.                                       |
| IIe         | 6 décembre 1962 | 2 avril 1967   | Hervé Loste                         | FNRI            | |
| IIIe        | 3 avril 1967    | 30 mai 1968    | Benjamin Brial                      | UDR             | Mandat écourté à la suite d'une dissolution parlementaire décidée par Charles de Gaulle.                                                                       |
| IVe         | 11 juillet 1968 | 1er avril 1973 | Benjamin Brial                      | UDR             | |
| Ve          | 2 avril 1973    | 2 avril 1978   | Benjamin Brial                      | RPR             | |
| VIe         | 3 avril 1978    | 22 mai 1981    | Benjamin Brial                      | RPR             | Mandat écourté à la suite d'une dissolution parlementaire décidée par François Mitterrand.                                                                     |
| VIIe        | 2 juillet 1981  | 1er avril 1986 | Benjamin Brial                      | RPR             | |
| VIIIe       | 2 avril 1986    | 14 mai 1988    | Benjamin Brial                      | RPR             | Proportionnelle par département, pas de député par circonscription. Mandat écourté à la suite d'une dissolution parlementaire décidée par François Mitterrand. |
| IXe         | 23 juin 1988    | 1er avril 1993 | Benjamin Brial puis Kamilo Gata,    | RPR puis PRG],  | élection de Benjamin Brial annulée le 23 novembre 1988, élection partielle le 15 janvier 1989.                                                                 |
| Xe          | 2 avril 1993    | 21 avril 1997  | Kamilo Gata                         | PRG             | Mandat écourté à la suite d'une dissolution parlementaire décidée par Jacques Chirac.                                                                          |
| XIe         | 12 juin 1997    | 18 juin 2002   | Victor Brial,                       | RPR,            | |
| XIIe        | 19 juin 2002    | 19 juin 2007   | Victor Brial,                       | UMP,            | |
| XIIIe       | 20 juin 2007    | 19 juin 2012   | Albert Likuvalu,                    | PRG,            | |
| XIVe        | 20 juin 2012    | 20 juin 2017   | David Vergé puis Napole Polutele,   | DVD puis DVG,   | Élection de David Vergé annulée le 25 janvier 2013 |
| XVe         | 21 juin 2017    | 21 juin 2022   | Napole Polutele puis Sylvain Brial, | DVG puis DVD,   | Élection de Napole Polutele annulée le 2 février 2018. Élection partielle le 15 avril 2018.                                                                    |
| XVIe        | 22 juin 2022    | 9 juin 2024    | Mikaele Seo                         | RE              | Mandat écourté à la suite d'une dissolution parlementaire décidée par Emmanuel Macron.                                                                         |
| XVIIe       | 8 juillet 2024  | En cours       | Mikaele Seo                         | RE              | |

## Historique des élections

### Élection partielle de 1962
| | Hervé Loste sortant réélu | CNIP           | 1 895 | 57,58  |  |  |  |
| | Victor-Emmanuel Brial     | Sans étiquette | 1 385 | 42,08  |  |  |  |
| | Venika Tiki Soane         | Sans étiquette | 11    | 0      |  |  |  |
| |                           |                |       |        |  |  |  |
| Inscrits | Inscrits                  | Inscrits       | 3 511 | 100,00 |  |  |  |
| Abstentions | Abstentions               | Abstentions    | 214   | 6,1    |  |  |  |
| Votants | Votants                   | Votants        | 3 297 | 93,9   |  |  |  |
| Blancs et nuls | Blancs et nuls            | Blancs et nuls | 6     | 0,18   |  |  |  |
| Exprimés | Exprimés                  | Exprimés       | 3 291 | 99,82  |  |  |  |
| Source : France, Ministère de l'intérieur. Les Elections législatives . Métropole., la Documentation française, 1963 (lire en ligne) |                           |                |       |        |  |  |  |

### Élection de 1962
| | Hervé Loste sortant réélu | RI             | 1 926 | 57,53  |  |  |  |
| | Victor-Emmanuel Brial     | Sans étiquette | 1 422 | 42,47  |  |  |  |
| |                           |                |       |        |  |  |  |
| Inscrits | Inscrits                  | Inscrits       | 3 630 | 100,00 |  |  |  |
| Abstentions | Abstentions               | Abstentions    | 264   | 7,27   |  |  |  |
| Votants | Votants                   | Votants        | 3 366 | 92,73  |  |  |  |
| Blancs et nuls | Blancs et nuls            | Blancs et nuls | 18    | 0,53   |  |  |  |
| Exprimés | Exprimés                  | Exprimés       | 3 348 | 99,47  |  |  |  |
| Source : France, Ministère de l'intérieur. Les Elections législatives . Métropole., la Documentation française, 1963 (lire en ligne) |                           |                |       |        |  |  |  |

Le suppléant d'Hervé Loste était Tamole Likaleto dit Manuofiua.

### Élection de 1967
| | Benjamin Brial élu  | app. UD-Ve     | 1 792 | 53,80  |  |  |  |
| | Hervé Loste sortant | RI             | 1 539 | 46,20  |  |  |  |
| |                     |                |       |        |  |  |  |
| Inscrits | Inscrits            | Inscrits       | 3 510 | 100,00 |  |  |  |
| Abstentions | Abstentions         | Abstentions    | 167   | 4,76   |  |  |  |
| Votants | Votants             | Votants        | 3 343 | 95,24  |  |  |  |
| Blancs et nuls | Blancs et nuls      | Blancs et nuls | 12    | 0,36   |  |  |  |
| Exprimés | Exprimés            | Exprimés       | 3 331 | 99,64  |  |  |  |
| Source : France, Ministère de l'intérieur. Les Elections législatives . Métropole., la Documentation française, 1967 (lire en ligne) |                     |                |       |        |  |  |  |

### Élection de 1968
| | Benjamin Brial sortant réélu | UDR (URP)      | 1 863 | 55,25  |  |  |  |
| | Hervé Loste                  | Divers droite  | 1 509 | 44,75  |  |  |  |
| |                              |                |       |        |  |  |  |
| Inscrits | Inscrits                     | Inscrits       | 3 650 | 100,00 |  |  |  |
| Abstentions | Abstentions                  | Abstentions    | 264   | 7,23   |  |  |  |
| Votants | Votants                      | Votants        | 3 386 | 92,77  |  |  |  |
| Blancs et nuls | Blancs et nuls               | Blancs et nuls | 14    | 0,41   |  |  |  |
| Exprimés | Exprimés                     | Exprimés       | 3 372 | 99,59  |  |  |  |
| Source : France, Ministère de l'intérieur. Les Elections législatives . Métropole., la Documentation française, 1974 (lire en ligne) |                              |                |       |        |  |  |  |

### Élection de 1973
| | Benjamin Brial sortant réélu | UDR (URP)      | 1 740 | 56,29  |  |  |  |
| | Hervé Loste                  | Divers droite  | 1 351 | 43,71  |  |  |  |
| |                              |                |       |        |  |  |  |
| Inscrits | Inscrits                     | Inscrits       | 3 411 | 100,00 |  |  |  |
| Abstentions | Abstentions                  | Abstentions    | 302   | 8,85   |  |  |  |
| Votants | Votants                      | Votants        | 3 109 | 91,15  |  |  |  |
| Blancs et nuls | Blancs et nuls               | Blancs et nuls | 18    | 0,58   |  |  |  |
| Exprimés | Exprimés                     | Exprimés       | 3 091 | 99,42  |  |  |  |
| Source : France, Ministère de l'intérieur. Les Elections législatives . Métropole., la Documentation française, 1974 (lire en ligne) |                              |                |       |        |  |  |  |

### Élection de 1978
|                | Benjamin Brial sortant réélu | RPR      | 2 303 | 51,93  |  |  |  |
|                | Petelo Falelavaki            | UDF      | 2 132 | 48,07  |  |  |  |
|                |                              |          |       |        |  |  |  |
| Inscrits       | Inscrits                     | Inscrits | 5 480 | 100,00 |  |  |  |
| Abstentions    |                              |          |       |        |  |  |  |
| Votants        |                              |          |       |        |  |  |  |
| Blancs et nuls |                              |          |       |        |  |  |  |
| Exprimés       | Exprimés                     | Exprimés | 4 435 |        |  |  |  |

### Élection de 1981
| Candidat              | Candidat                     | Parti          | Premier tour | Premier tour | Second tour | Second tour |  |
| Candidat              | Candidat                     | Parti          | Voix         | %            | Voix        | %           |  |
| --------------------- | ---------------------------- | -------------- | ------------ | ------------ | ----------- | ----------- |  |
|                       | Benjamin Brial sortant réélu | RPR (UNM)      | 2 393        | 47,08        | 2 642       | 51,52       |  |
|                       | Petelo Falelavaki            | UDF            | 1 892        | 37,22        | 2 486       | 48,48       |  |
|                       | Mikaele Hoatau               | Divers droite  | 456          | 8,97         |             |             |  |
|                       | Esitio Ata                   | PS             | 175          | 3,44         |             |             |  |
|                       | Napole Muliloto              | Divers gauche  | 167          | 3,29         |             |             |  |
|                       |                              |                |              |              |             |             |  |
| Inscrits              | Inscrits                     | Inscrits       | 6 559        | 100,00       | 6 555       | 100,00      |  |
| Abstentions           | Abstentions                  | Abstentions    | 1 456        | 22,2         | 1 411       | 21,53       |  |
| Votants               | Votants                      | Votants        | 5 103        | 77,8         | 5 144       | 78,47       |  |
| Blancs et nuls        | Blancs et nuls               | Blancs et nuls | 20           | 0,39         | 16          | 0,31        |  |
| Exprimés              | Exprimés                     | Exprimés       | 5 083        | 99,61        | 5 128       | 99,69       |  |
| Source : Data.gouv.fr |                              |                |              |              |             |             |  |

### Élection de 1986
| Candidat                                                               | Candidat                     | Parti          | Premier tour | Premier tour | Second tour | Second tour |  |
| Candidat                                                               | Candidat                     | Parti          | Voix         | %            | Voix        | %           |  |
| ---------------------------------------------------------------------- | ---------------------------- | -------------- | ------------ | ------------ | ----------- | ----------- |  |
|                                                                        | Benjamin Brial sortant réélu | RPR            | 2 570        | 40,72        | 2 798       | 44,40       |  |
|                                                                        | Mikaele Hoatau               | Divers gauche  | 1 842        | 29,18        | 2 175       | 34,51       |  |
|                                                                        | Pasilio Tui                  | Divers droite  | 1 669        | 26,44        | 1 329       | 21,09       |  |
|                                                                        | Joseph Maisueche             | Divers gauche  | 223          | 3,53         |             |             |  |
|                                                                        |                              |                |              |              |             |             |  |
| Inscrits                                                               | Inscrits                     | Inscrits       | 7 852        | 100,00       | 7 835       | 100,00      |  |
| Abstentions                                                            | Abstentions                  | Abstentions    | 1 534        | 19,54        | 1 521       | 19,41       |  |
| Votants                                                                | Votants                      | Votants        | 6 318        | 80,46        | 6 314       | 80,59       |  |
| Blancs et nuls                                                         | Blancs et nuls               | Blancs et nuls | 14           | 0,22         | 12          | 0,19        |  |
| Exprimés                                                               | Exprimés                     | Exprimés       | 6 304        | 99,78        | 6 302       | 99,81       |  |
| Source : Le Monde, 19 mars 1986, p. 8 et Le Monde, 25 mars 1986, p. 10 |                              |                |              |              |             |             |  |

### Élection de 1988
| Candidat       | Candidat                     | Parti          | Premier tour | Premier tour | Second tour | Second tour |  |
| Candidat       | Candidat                     | Parti          | Voix         | %            | Voix        | %           |  |
| -------------- | ---------------------------- | -------------- | ------------ | ------------ | ----------- | ----------- |  |
|                | Benjamin Brial sortant réélu | RPR (URC)      | 2 736        | 43,84        | 3 367       | 52,18       |  |
|                | Kamilo Gata                  | Divers droite  | 2 235        | 35,81        | 3 086       | 47,82       |  |
|                | Pasilio Tui                  | UDF (AD)       | 1 024        | 16,41        |             |             |  |
|                | Joseph Maisueche             | PS             | 246          | 3,94         |             |             |  |
|                |                              |                |              |              |             |             |  |
| Inscrits       | Inscrits                     | Inscrits       | 8 316        | 100,00       | 8 309       | 100,00      |  |
| Abstentions    | Abstentions                  | Abstentions    | 2 060        | 24,77        | 1 834       | 22,07       |  |
| Votants        | Votants                      | Votants        | 6 256        | 75,23        | 6 475       | 77,93       |  |
| Blancs et nuls | Blancs et nuls               | Blancs et nuls | 15           | 0,24         | 22          | 0,34        |  |
| Exprimés       | Exprimés                     | Exprimés       | 6 241        | 99,76        | 6 453       | 99,66       |  |

### Élection partielle du 15 janvier 1989
|                | Kamilo Gata élu        | Divers droite  | 3 390 | 57,43  |  |  |  |
|                | Benjamin Brial sortant | RPR            | 2 411 | 40,85  |  |  |  |
|                | Joseph Maisueche       | PS             | 101   | 1,72   |  |  |  |
|                |                        |                |       |        |  |  |  |
| Inscrits       | Inscrits               | Inscrits       | 8 148 | 100,00 |  |  |  |
| Abstentions    | Abstentions            | Abstentions    | 2 222 | 27,27  |  |  |  |
| Votants        | Votants                | Votants        | 5 926 | 72,73  |  |  |  |
| Blancs et nuls | Blancs et nuls         | Blancs et nuls | 24    | 0,4    |  |  |  |
| Exprimés       | Exprimés               | Exprimés       | 5 902 | 99,6   |  |  |  |

### Élection de 1993
| Candidat       | Candidat                  | Parti          | Premier tour | Premier tour | Second tour | Second tour |  |
| Candidat       | Candidat                  | Parti          | Voix         | %            | Voix        | %           |  |
| -------------- | ------------------------- | -------------- | ------------ | ------------ | ----------- | ----------- |  |
|                | Kamilo Gata sortant réélu | MRG (ADFP)     | 2 600        | 45,82        | 3 066       | 52,41       |  |
|                | Clovis Logologofolau      | RPR (UPF)      | 2 148        | 37,86        | 2 784       | 47,59       |  |
|                | Soane Muni Uhila          | Divers         | 926          | 16,32        | Retrait     | Retrait     |  |
|                |                           |                |              |              |             |             |  |
| Inscrits       | Inscrits                  | Inscrits       | 6 618        | 100,00       | 6 611       | 100,00      |  |
| Abstentions    | Abstentions               | Abstentions    | 904          | 13,66        | 735         | 11,12       |  |
| Votants        | Votants                   | Votants        | 5 714        | 86,34        | 5 876       | 88,88       |  |
| Blancs et nuls | Blancs et nuls            | Blancs et nuls | 40           | 0,7          | 26          | 0,44        |  |
| Exprimés       | Exprimés                  | Exprimés       | 5 674        | 99,3         | 5 850       | 99,56       |  |

### Élection de 1997
| Candidat       | Candidat            | Parti          | Premier tour | Premier tour | Second tour | Second tour |  |
| Candidat       | Candidat            | Parti          | Voix         | %            | Voix        | %           |  |
| -------------- | ------------------- | -------------- | ------------ | ------------ | ----------- | ----------- |  |
|                | Victor Brial élu    | RPR            | 2 639        | 42,79        | 3 241       | 51,34       |  |
|                | Kamilo Gata sortant | PS             | 2 334        | 37,85        | 3 072       | 48,66       |  |
|                | Siolesio Hoatau     | UDF            | 612          | 9,92         |             |             |  |
|                | Pesamino Taputai    | diss. RPR      | 582          | 9,44         |             |             |  |
|                |                     |                |              |              |             |             |  |
| Inscrits       | Inscrits            | Inscrits       | 7 657        | 100,00       | 7 638       | 100,00      |  |
| Abstentions    | Abstentions         | Abstentions    | 1 483        | 19,37        | 1 306       | 17,1        |  |
| Votants        | Votants             | Votants        | 6 174        | 80,63        | 6 332       | 82,9        |  |
| Blancs et nuls | Blancs et nuls      | Blancs et nuls | 7            | 0,11         | 19          | 0,3         |  |
| Exprimés       | Exprimés            | Exprimés       | 6 167        | 99,89        | 6 313       | 99,7        |  |

### Élection de 2002
| Candidat                          | Candidat                   | Parti          | Premier tour | Premier tour | Second tour | Second tour |  |
| Candidat                          | Candidat                   | Parti          | Voix         | %            | Voix        | %           |  |
| --------------------------------- | -------------------------- | -------------- | ------------ | ------------ | ----------- | ----------- |  |
|                                   | Victor Brial sortant réélu | UMP            | 2 880        | 40,51        | 3 774       | 50,39       |  |
|                                   | Penisio Tialetagi          | Divers gauche  | 2 680        | 37,7         | 3 716       | 49,61       |  |
|                                   | Albert Likuvalu            | PRG            | 928          | 13,05        |             |             |  |
|                                   | Gaston Lutui               | FN             | 335          | 4,71         |             |             |  |
|                                   | Mikaele Hoatau             | Divers gauche  | 286          | 4,02         |             |             |  |
|                                   |                            |                |              |              |             |             |  |
| Inscrits                          | Inscrits                   | Inscrits       | 9 376        | 100,00       | 9 375       | 100,00      |  |
| Abstentions                       | Abstentions                | Abstentions    | 2 227        | 23,75        | 1 832       | 19,54       |  |
| Votants                           | Votants                    | Votants        | 7 149        | 76,25        | 7 543       | 80,46       |  |
| Blancs et nuls                    | Blancs et nuls             | Blancs et nuls | 40           | 0,56         | 53          | 0,7         |  |
| Exprimés                          | Exprimés                   | Exprimés       | 7 109        | 99,44        | 7 490       | 99,3        |  |
| Source : Ministère de l'Intérieur |                            |                |              |              |             |             |  |

### Élection partielle de 2003
À la suite de l'invalidation de l'élection par le Conseil constitutionnel, une élection législative partielle est organisée en 2003. Elle a lieu les dimanches 17 et 24 mars 2003.
| Résultats des élections législatives des 17 et 24 mars 2003 de Wallis-et-Futuna |                          |                          |              |              |             |             |
| Candidat                                                                        | Candidat                 | Parti                    | Premier tour | Premier tour | Second tour | Second tour |
| Candidat                                                                        | Candidat                 | Parti                    | Voix         | %            | Voix        | %           |
|                                                                                 | Victor Brial             | UMP                      | 3 413        | 46,9         | 4 005       | 52,07       |
|                                                                                 | Penisio Tialetagi        | Divers Gauche            | 3 276        | 45,1         | 3 687       | 47,93       |
|                                                                                 | Albert Likuvalu          | PRG                      | 587          | 8            |             |             |
|                                                                                 |                          |                          |              |              |             |             |
| Votes valides                                                                   | Votes valides            | Votes valides            | 7 276        | 100,00       | 7 749       | 100,00      |
| Votes blancs                                                                    |                          |                          |              |              |             |             |
| Votes nuls                                                                      |                          |                          |              |              |             |             |
| Total                                                                           |                          |                          |              |              |             |             |
| Abstention                                                                      |                          |                          |              |              |             |             |
| Inscrits / participation                                                        | Inscrits / participation | Inscrits / participation | 9 925        |              |             |             |

### Élection de 2007
|                          |                          |                          | Premier tour | Premier tour | Second tour | Second tour |
| ------------------------ | ------------------------ | ------------------------ | ------------ | ------------ | ----------- | ----------- |
| Inscrits                 | Inscrits                 | Inscrits                 | 11 160       |              | 11 157      |             |
| Abstentions              | Abstentions              | Abstentions              | 3 311        | 29,67 %      | 3 068       | 27,5 %      |
| Votants                  | Votants                  | Votants                  | 7 849        | 70,33 %      | 8 089       | 72,5 %      |
|                          |                          |                          |              |              |             |             |
| Bulletins enregistrés    | Bulletins enregistrés    | Bulletins enregistrés    | 7 849        |              | 8 089       |             |
| Bulletins blancs ou nuls | Bulletins blancs ou nuls | Bulletins blancs ou nuls | 65           | 0,83 %       | 72          | 0,89 %      |
| Suffrages exprimés       | Suffrages exprimés       | Suffrages exprimés       | 7 784        | 99,17 %      | 8 017       | 99,11 %     |
|                          |                          |                          |              |              |             |             |
|                          | Candidat                 | Parti                    | Suffrages    | Pourcentage  | Suffrages   | Pourcentage |
|                          | Victor Brial             | UMP                      | 2 625        | 33,72 %      | 3 865       | 48,21 %     |
|                          | Albert Likuvalu          | PRG                      | 2 424        | 31,14 %      | 4 152       | 51,79 %     |
|                          | Ermenegilde Simete       | DVD                      | 1 101        | 14,14 %      |             |             |
|                          | Atonio Ilalio            | MoDem                    | 973          | 12,5 %       |             |             |
|                          | Pesamino Taputai         | NC                       | 661          | 8,49 %       |             |             |

### Élection de 2012
| Candidat       | Candidat            | Parti          | Premier tour | Premier tour | Second tour | Second tour |
| Candidat       | Candidat            | Parti          | Voix         | %            | Voix        | %           |
| -------------- | ------------------- | -------------- | ------------ | ------------ | ----------- | ----------- |
|                | David Vergé         | DVD            | 1 997        | 28,80        | 3 068       | 41,61       |
|                | Mikaele Kulimoetoke | DVG            | 1 345        | 19,40        | 3 026       | 41,04       |
|                | Albert Likuvalu     | PRG            | 1 179        | 17,00        | 1 280       | 17,36       |
|                | Epifano Tui         | PS             | 913          | 13,17        |             |             |
|                | Atonio Ilalio       | MoDem          | 858          | 12,37        |             |             |
|                | Simione Vanai       | PS             | 642          | 9,26         |             |             |
|                |                     |                |              |              |             |             |
| Inscrits       | Inscrits            | Inscrits       | 8 980        | 100,00       | 8 984       | 100,00      |
| Abstentions    | Abstentions         | Abstentions    | 1 968        | 21,92        | 1 544       | 17,19       |
| Votants        | Votants             | Votants        | 7 012        | 78,08        | 7 440       | 82,81       |
| Blancs et nuls | Blancs et nuls      | Blancs et nuls | 78           | 1,11         | 66          | 0,89        |
| Exprimés       | Exprimés            | Exprimés       | 6 934        | 98,89        | 7 374       | 99,11       |

### Élection partielle de 2013
| Candidat                          | Candidat            | Parti          | Premier tour | Premier tour | Second tour | Second tour |  |
| Candidat                          | Candidat            | Parti          | Voix         | %            | Voix        | %           |  |
| --------------------------------- | ------------------- | -------------- | ------------ | ------------ | ----------- | ----------- |  |
|                                   | Napole Polutélé élu | Divers gauche  | 2 543        | 37,39        | 2 695       | 37,51       |  |
|                                   | Mikaele Kulimoetoke | Divers gauche  | 2 253        | 33,12        | 2 318       | 32,27       |  |
|                                   | Lauriane Vergé      | Divers droite  | 2 006        | 29,49        | 2 171       | 30,22       |  |
|                                   |                     |                |              |              |             |             |  |
| Inscrits                          | Inscrits            | Inscrits       | 9 070        | 100,00       | 9 090       | 100,00      |  |
| Abstentions                       | Abstentions         | Abstentions    | 2 205        | 24,31        | 1 847       | 20,32       |  |
| Votants                           | Votants             | Votants        | 6 865        | 75,69        | 7 243       | 79,68       |  |
| Blancs et nuls                    | Blancs et nuls      | Blancs et nuls | 63           | 0,92         | 59          | 0,81        |  |
| Exprimés                          | Exprimés            | Exprimés       | 6 802        | 99,08        | 7 184       | 99,19       |  |
| Source : Ministère de l'Intérieur |                     |                |              |              |             |             |  |

### Élection de 2017
|                                                                         |                                                    |                           |                |  |  |
|                                                                         |                                                    | Premier tour 11 juin 2017 |                |  |  |
|                                                                         |                                                    |                           |                |  |  |
|                                                                         |                                                    | Nombre                    | % des inscrits |  |  |
| Inscrits                                                                | Inscrits                                           | 8 480                     | 100,00         |  |  |
| Abstentions                                                             | Abstentions                                        | 1 588                     | 18,73          |  |  |
| Votants                                                                 | Votants                                            | 6 892                     | 81,27          |  |  |
|                                                                         |                                                    |                           | % des votants  |  |  |
| Bulletins blancs                                                        | Bulletins blancs                                   | 31                        | 0,45           |  |  |
| Bulletins nuls                                                          | Bulletins nuls                                     | 22                        | 0,32           |  |  |
| Suffrages exprimés                                                      | Suffrages exprimés                                 | 6 839                     | 99,23          |  |  |
|                                                                         |                                                    |                           |                |  |  |
| Candidat Étiquette politique (partis et alliances)                      | Candidat Étiquette politique (partis et alliances) | Voix                      | % des exprimés |  |  |
|                                                                         |                                                    |                           |                |  |  |
|                                                                         | Napole Polutele Divers gauche                      | 3 436                     | 50,24          |  |  |
|                                                                         | Sylvain Brial Divers droite                        | 3 159                     | 46,19          |  |  |
|                                                                         | Hervé Michel Delord Les Républicains               | 244                       | 3,57           |  |  |
| Source : Ministère de l'Intérieur - Circonscription de Wallis-et-Futuna |                                                    |                           |                |  |  |

### Élection partielle de 2018
Les électeurs de la circonscription de Wallis-et-Futuna sont appelés à élire un nouveau député à la suite de l'annulation des résultats de juin 2017 par le Conseil constitutionnel. En effet, l'élection de Napole Polutele (apparenté Les Constructifs) est annulée le 2 février 2018, à cause de l'absence d'une soixantaine de signatures sur les feuilles d'émargement. Les voix correspondantes sont donc annulées et Napole Polutele n'obtient plus la majorité absolue qui l'avait faite élire au premier tour.
L'élection partielle doit se tenir dans les trois mois après la prononciation de l'annulation. La date est fixée au 15 avril 2018, par décret du 1er mars 2018.
|                                   | Sylvain Brial élu       | Divers droite  | 3 656 | 51,61  |  |  |  |
|                                   | Napole Polutele sortant | Divers gauche  | 3 428 | 48,39  |  |  |  |
|                                   |                         |                |       |        |  |  |  |
| Inscrits                          | Inscrits                | Inscrits       | 8 580 | 100,00 |  |  |  |
| Abstentions                       | Abstentions             | Abstentions    | 1 457 | 16,98  |  |  |  |
| Votants                           | Votants                 | Votants        | 7 123 | 83,02  |  |  |  |
| Blancs et nuls                    | Blancs et nuls          | Blancs et nuls | 39    | 0,55   |  |  |  |
| Exprimés                          | Exprimés                | Exprimés       | 7 084 | 99,45  |  |  |  |
| Source : Ministère de l'Intérieur |                         |                |       |        |  |  |  |

### Élections de 2022
| Résultats des élections législatives des 12 et 19 juin 2022 de Wallis-et-Futuna |                          |                          |                          |              |              |             |             |
| Candidat                                                                        | Candidat                 | Parti                    | Nuance                   | Premier tour | Premier tour | Second tour | Second tour |
| Candidat                                                                        | Candidat                 | Parti                    | Nuance                   | Voix         | %            | Voix        | %           |
|                                                                                 | Mikaele Seo              | LREM (ENS)               | DVC                      | 1 622        | 21,80        | 3 717       | 50,11       |
|                                                                                 | Etuato Mulikihaamea      | SE                       | DVC                      | 1 396        | 18,76        | 3 701       | 49,89       |
|                                                                                 | Soane Paulo Mailagi      | HOR diss.                | DVC                      | 1 170        | 15,73        |             |             |
|                                                                                 | Tamaseno Tukumuli        | SE                       | DVG                      | 1 061        | 14,26        |             |             |
|                                                                                 | Malia Nive Kulikovi      | EaC                      | ECO                      | 922          | 12,39        |             |             |
|                                                                                 | Sandrine Aimée Ugatai    | SE                       | DVC                      | 766          | 10,30        |             |             |
|                                                                                 | Lauriane Vergé           | SE                       | DVC                      | 503          | 6,76         |             |             |
| Votes valides                                                                   | Votes valides            | Votes valides            | Votes valides            | 7 440        | 99,16        | 7 418       | 98,70       |
| Votes blancs                                                                    | Votes blancs             | Votes blancs             | Votes blancs             | 34           | 0,45         | 62          | 0,82        |
| Votes nuls                                                                      | Votes nuls               | Votes nuls               | Votes nuls               | 29           | 0,39         | 36          | 0,48        |
| Total                                                                           | Total                    | Total                    | Total                    | 7 503        | 100          | 7 516       | 100         |
| Abstention                                                                      | Abstention               | Abstention               | Abstention               | 2 089        | 21,78        | 2 064       | 21,54       |
| Inscrits / participation                                                        | Inscrits / participation | Inscrits / participation | Inscrits / participation | 9 592        | 78,22        | 9 580       | 78,46       |

### Élections de 2024
| Candidat                 | Candidat                 | Parti et coalition | Nuances | Premier tour | Premier tour |
| Candidat                 | Candidat                 | Parti et coalition | Nuances | Voix         | %            |
| ------------------------ | ------------------------ | ------------------ | ------- | ------------ | ------------ |
|                          | Mikaele Seo              | RE (ENS)           | ENS     | 4 282        | 61,0         |
|                          | Lavinia Kanimoa          | SE                 | DVD     | 1 249        | 18,0         |
|                          | Laurianne Tatauosi Vergé | SE                 | DVC     | 1 029        | 15,0         |
|                          | Otilone Tokotu'u         | SE                 | DVD     | 321          | 4,6          |
|                          |                          |                    |         |              |              |
| Votes valides            |                          |                    |         |              |              |
| Votes blancs             |                          |                    |         |              |              |
| Votes nuls               |                          |                    |         |              |              |
| Total                    | Total                    | Total              | Total   |              | 100          |
| Abstention               |                          |                    |         |              |              |
| Inscrits / participation |                          |                    |         |              |              |

#### Collectivité de Wallis-et-Futuna
- La fiche de l'INSEE sur Wallis-et-Futuna : « Recensement de la population à Wallis-et-Futuna », sur insee.fr, site de l'Institut National de la Statistique et des Études Économiques (consulté le 10 juin 2007) [PDF]

- « Informations contentieuses sur le département de Wallis-et-Futuna (Élections législatives de 2002) » [archive du 29 septembre 2007], sur conseil-constitutionnel.fr, site du Conseil constitutionnel (consulté le 13 juin 2007)

#### Circonscriptions en France
- « Carte des circonscriptions législatives en France », sur assemblee-nationale.fr, site de l'Assemblée nationale française (consulté le 20 juin 2007)

- « Résultats électoraux officiels en France », sur interieur.gouv.fr, site du Ministère de l'Intérieur (France) (consulté le 16 octobre 2024)

- Description et Atlas des circonscriptions électorales de France sur Atlaspol, site de cartographie géopolitique, consulté le 13 juin 2007.